# Venus de Monruz

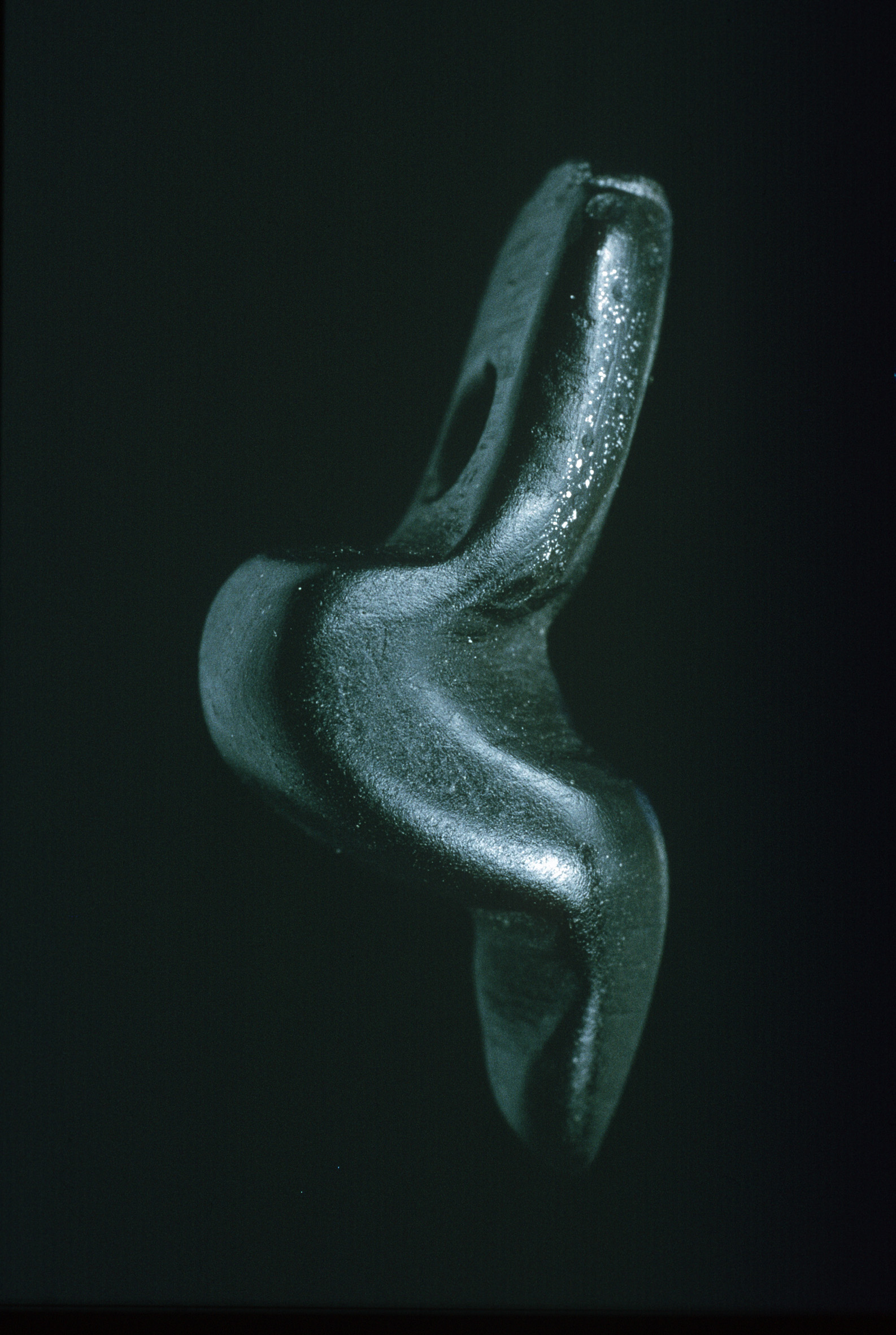
Venus de Monruz

La Venus de Monruz (también llamada Venus de Neuchâtel o Venus de Neuchâtel-Monruz) es una venus paleolítica del Paleolítico Superior tardío, o del inicio del Epipaleolítico, que data del final del Magdaleniense, hace unos 11 000 años. Es un colgante de azabache negro con forma de cuerpo humano estilizado, de 18 mm de altura. Fue descubierta en 1991, durante la construcción de la carretera N5 en Monruz, en el municipio de Neuchâtel, Suiza.
La Venus de Engen, hallada en Engen, Alemania, es una venus que tiene un notable parecido con la Venus de Monruz. Como ella, fue realizada en azabache y pertenece al período Madgaleniense, es decir, que tiene unos 15 000 años de antigüedad. Los lugares en los que se encontraron ambas estatuillas se encuentran a unos 130 km de distancia y es posible que hayan sido creadas por el mismo artista.